# ويم فوك
ويم فوك (بالهولندية: Wim Fock)‏ (28 يوليو 1909 – 11 سبتمبر 1984) هو ملاكم هولندي راحل، مثّل بلاده في الألعاب الأولمبية الصيفية 1936.

## روابط خارجية
ويم فوك على موقع أوليمبيديا (الإنجليزية)